# Antonio Ghislanzoni
Antonio Ghislanzoni  (Lecco (Lombardije), 25 november 1824 - Caprino Bergamasco, 16 juli 1893) was een Italiaans journalist, dichter en romanschrijver; hij schreef libretti voor Verdi; zijn bekendste libretto is ongetwijfeld dat van Aida en de gereviseerde versie van La forza del destino.
Ghislanzoni studeerde kort aan het seminarie, maar werd in 1841 wegens slecht gedrag weggestuurd. Vervolgens besloot hij medicijnen te gaan studeren in Pavia, maar stopte hier na korte tijd mee om een carrière als zanger (bariton) na te streven en zijn literaire interesse te cultiveren.
Gestimuleerd door de nationalistische ideeën van Mazzini richtte Ghislanzoni in 1848 diverse republikeinse dagbladen op in Milaan, en moest zelfs tijdelijk zijn toevlucht zoeken in Zwitserland. Toen hij op reis was naar Rome, waar hij de pas ontluikende republiek wilde helpen verdedigen, werd Ghislanzoni gearresteerd door de Fransen en korte tijd vastgehouden op Corsica.
In het midden van de jaren vijftig van de 19e eeuw werd Ghislanzoni steeds meer actief in het persmilieu van de bohemiense kringen in Milaan, waar hij directeur van Italia musicale en redacteur van Gazzetta musicale di Milano was. Ook richtte hij L'uomo di pietra  en het magazine Rivista minima op, waar hij onder andere met Arrigo Boito samenwerkte.
In 1869 trok Ghislanzoni zich terug uit de kringen van de pers en keerde terug naar zijn geboortestreek Lombardije, waar hij zich aan de literatuur wijdde en aan het schrijven van libretti. Hij schreef veel korte verhalen en diverse romans, waaronder Un suicidio a fior d'acqua (1864), Angioli nelle tenebre (1865), La contessa di Karolystria (1883) en Abracadabra and Storia dell'avvenire (1884). Zijn roman over het theaterleven Gli artisti da teatro (1865) werd in de twintigste eeuw uitgegeven. Hij gaf ook essays over muziek uit, waarvan het belangrijkste Reminiscenze artistiche was.
Ghislanzoni schreef achtenvijftig libretti, waaronder Edmea voor Catalani (1866), Aida (1870), Fosca (1873) en Salvator Rosa (1874) voor Antônio Carlos Gomes, I Lituani voor Ponchielli (1874) en de tweede versie van La forza del destino (1869). Ook schreef hij enkele nieuwe versen voor de herziene vertaling van Verdi's Don Carlos.
- Bibsys: 90752689
- Biblioteca Nacional de España: XX914826
- Bibliothèque nationale de France: cb12051250t (data)
- Catàleg d'autoritats de noms i títols de Catalunya: 981058518206906706
- CiNii: DA04047210
- Gemeinsame Normdatei: 119310082
- International Standard Name Identifier: 0000 0001 2138 0370
- KulturNav: fb637196-2af0-4fd5-b835-6d854345ea47
- Library of Congress Control Number: n80067196
- Nationale Bibliotheek van Letland: 000156520
- MusicBrainz: 386bed51-c40f-4e6c-b82d-7e55d51429f8
- Bibliotheek van het Japanse parlement: 00881020
- Nationale Bibliotheek van Tsjechië: jn19990002654
- Nationale bibliotheek van Australië: 36546953
- Nationale Bibliotheek van Israël: 987007261615805171
- Nationale en Universitaire bibliotheek Zagreb: 000134964
- Nederlandse Thesaurus van Auteursnamen: 068284497
- Istituto Centrale per il Catalogo Unico: CFIV031015
- LIBRIS: 290896
- SNAC: w67085kq
- Système universitaire de documentation: 033605424
- Trove: 1284975
- Virtual International Authority File: 68948123
- WorldCat: E39PBJjmPTMtDTRw6XpTV7pVmd